# 福田歩実
福田 歩実（ふくだ あゆみ）は、日本の気象予報士、防災士。オフィス気象キャスター所属。

## 来歴
群馬県出身。立教大学文学部文学科文芸・思想専修卒業。
高校時代に飛行機から見たブロッケン現象に魅了され、気象に興味を持つようになる。
立教大学在学中に気象予報士の資格を取得。オフィス気象キャスターに所属。
2022年3月までは、オフィス気象台（オフィス気象キャスターの動画配信チャンネル）や伊豆急ケーブルネットワーク、かわさきFM、ラジオ福島などに出演していた。
立教大学卒業後の2022年4月にNHK松江放送局と専属契約を結び、2025年3月まで『しまねっとNEWS610』で気象予報を伝える。2025年度にNHK前橋放送局と専属契約を結び、『ほっとぐんま630』で気象予報を伝える。

## 主な出演番組
- ほっとぐんま630 （NHK総合・前橋、2025年3月31日 - ）

## 過去の出演番組
- 伊豆急ケーブルネットワーク
- かわさきFM
- ラジオ福島
- しまねっとNEWS610 （NHK総合・松江、2022年4月4日 - 2025年3月28日）

## 活動・講演
- マイ・タイムライン講習会（2024年3月17日、米子コンベンションセンター）[3][4] - 町田朱理（オフィス気象キャスター所属）とともに担当。